# Miguel Díaz-Canel
Miguel Mario Díaz-Canel Bermúdez (Santa Clara, 20 de abril de 1960) é um professor universitário, engenheiro eletrónico e político cubano que serve como Presidente da República de Cuba desde 19 de abril de 2018, e como Primeiro Secretário do Partido Comunista de Cuba (PCC) desde 2021.
Em 1987, entrou na União de Jovens Comunistas, e em 1993 aderiu ao PCC. É membro do Politburo do PCC desde 1997 e ocupou o cargo de ministro da Educação Superior de 2009 a 2012, sendo então promovido para o cargo de vice-presidente do Conselho de Ministros em 2012. Um ano depois, em 24 de fevereiro de 2013, foi eleito primeiro vice-presidente do Conselho. Em 18 de abril de 2018, foi eleito em Assembleia como novo presidente de Cuba, tendo tomado posse no dia seguinte. É o primeiro Presidente de Cuba nascido após a Revolução Cubana.

## Biografia

### Juventude e educação (1960 — 1982)
Miguel Mario Díaz-Canel Bermúdez nasceu a 20 de abril de 1960 em Placetas, na província de Villa Clara, filho de Aída Bermúdez, professora, e Miguel Díaz-Canel, operário de uma usina mecânica em Santa Clara. Tem ascendência paterna asturiana direta; o seu bisavô Ramón Díaz-Canel partiu de Castropol, nas Astúrias, para Havana no final do século XIX.
Em 1982, através do sistema de educação gratuito e universal, terminou a sua graduação em Engenharia Eletrónica na Universidade Central de Las Villas, local onde Che Guevara, em 1959, afirmou que a Universidade "deve pintar-se da cor dos trabalhadores e camponeses [...] a cor do povo, porque a Universidade não é o bem de ninguém a não ser do povo de Cuba". Após servir os três anos de conscrição nas Forças Armadas Revolucionárias, regressou à Universidade Central como professor.

### Militância política (1987 — 2018)
Em 1987, no mesmo ano em que entrou na União de Jovens Comunistas (UJC), fez parte de uma missão internacionalista na Nicarágua Sandinista e, pouco depois, tornou-se o Segundo Secretário do Escritório Nacional em Havana. Em 1993, no ano mais crítico do Período Especial em Tempos de Paz, aderiu ao Partido Comunista de Cuba. Em 1994, passou a liderar o Partido na província de Villa Clara, como Primeiro Secretário do Comité do Partido Provincial da Província de Villa Clara, Ele ganhou uma reputação de competência neste cargo, durante o qual defendeu os direitos LGBT, numa altura onde muitos, na província, desaprovavam a homossexualidade. Foi transferido em 2003 para a província de Holguin, ocupando a mesma posição. Em 1997, passou a ser membro do Politburo do Partido Comunista de Cuba, e de 2009 a 2012 foi nomeado Ministro da Educação Superior, e depois a Vice-Presidente do Conselho de Ministros em 2012. Em 24 de fevereiro de 2013, foi eleito Primeiro Vice-Presidente, a primeira pessoa nascida após a Revolução Cubana a atingir tal posição.

### Presidente de Cuba (2018 — atualidade)

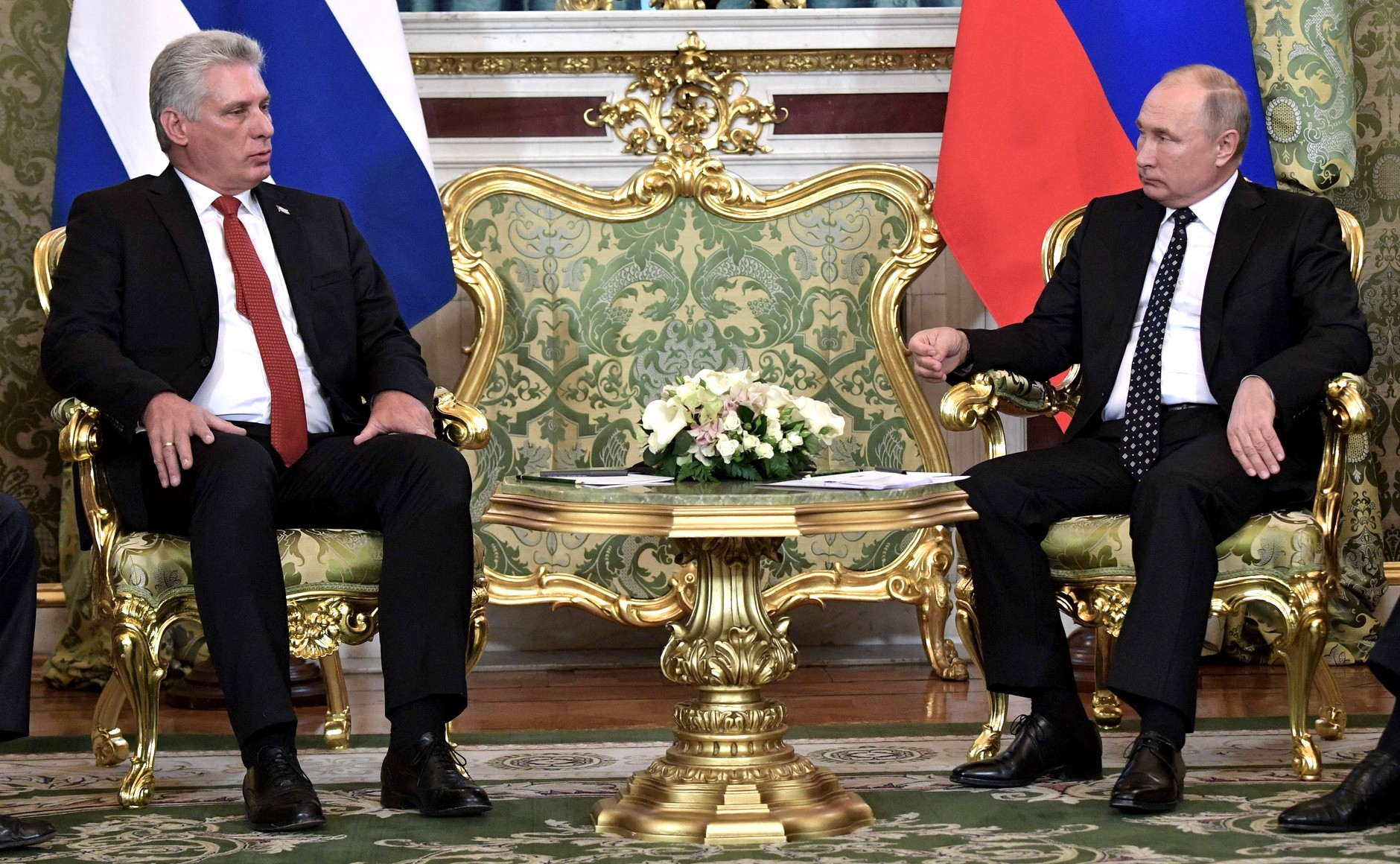
Díaz-Canel com Vladimir Putin no Kremlin, 2 de novembro de 2018

Como Primeiro Vice-Presidente do Conselho de Estado, Díaz-Canel atuou como suplente do Presidente do Conselho de Estado, Raúl Castro, que em 2018 cessou os seus cargos, e 18 de abril de 2018, Díaz-Canel foi escolhido pelo Partido para suceder Raúl como presidente. Em 19 de abril, a Assembleia Nacional do Poder Popular votou favoravelmente a sua eleição para Presidente do Conselho de Estado, e prestou juramento no mesmo dia, posto que em fevereiro de 2019, quando a nova Constituição Cubana foi aprovada, passou a chamar-se Presidente da República.
Em 19 de abril de 2021, no VIII Congresso do Partido Comunista de Cuba, foi eleito Primeiro Secretário.
Ele liderou reformas sociais em favor dos direitos LGBT, como a legalização do casamento entre pessoas do mesmo sexo, a filiação estendida e a maternidade de substituição, tornando Cuba o país mais progressista da América Latina nessa área.

## Vida pessoal
Díaz-Canel tem dois filhos com sua primeira esposa, Martha, e atualmente mora com sua segunda esposa, Lis Cuesta. A 23 de março de 2021, Díaz-Canel obteve o doutoramento em ciências técnicas, defendendo uma tese intitulada "Sistema de Gestão Governamental Baseado na Ciência e Inovação para o Desenvolvimento Sustentável em Cuba".

## Ações repressivas durante sua gestão
Em Cuba, sob a liderança de Miguel Díaz-Canel, têm sido relatados numerosos casos de repressão e violações dos direitos humanos, conforme um relatório de uma ONG sediada em Madrid, publicado em 5 de abril de 2023. Dos casos documentados, 93 corresponderam a detenções arbitrárias e 270 a outros tipos de abusos. Foi mencionado o cerco policial a 92 ativistas em suas casas e pelo menos 27 abusos contra presos políticos nas prisões, incluindo ameaças, convocações policiais, multas e assédios.O observatório também destacou que 64 dessas ações ocorreram no contexto das eleições de 26 de março para renovar a Assembleia Nacional do Poder Popular. Entre os casos notáveis, a youtuber Hilda Núñez Díaz foi detida, interrogada e multada. Além disso, exigiu-se a libertação da ativista Anniette González, detida desde 23 de março. Foram criticadas as ações repressivas contra prisioneiros políticos como Maikel Puig e as agressões contra Abel Lázaro Machado Conde na prisão de Quivicán.
A Anistia Internacional expressou preocupação com a repetição das táticas repressivas utilizadas pelas autoridades cubanas, como as observadas durante os protestos de 11 de julho do ano anterior. Erika Guevara-Rosas, diretora para a América da Anistia Internacional, apontou que os cubanos estão exercendo seus direitos à liberdade de expressão e reunião, historicamente reprimidos, e que é alarmante ver como as autoridades estão tentando silenciar os manifestantes. Desde o final de setembro, foram relatadas interferências na Internet, deslocamento de policiais e militares, e detenções arbitrárias.O acesso à Internet, controlado pelo único operador de telecomunicações do país, foi frequentemente restrito durante momentos politicamente sensíveis ou de protestos. Os últimos cortes de Internet dificultaram a comunicação das famílias após a passagem do furacão Ian e impactaram a capacidade de observadores independentes dos direitos humanos e jornalistas independentes de documentar a situação dos direitos humanos no país. A Anistia Internacional também analisou vários vídeos que mostram o desdobramento de cadetes militares à paisana, armados com bastões de beisebol, perseguindo e detendo manifestantes.
As autoridades cubanas desenvolveram uma maquinaria sofisticada para controlar qualquer forma de dissidência e protesto, como documentado anteriormente pela Anistia Internacional. Enquanto os oficiais de segurança do estado frequentemente realizam vigilância e detenções arbitrárias de críticos, o Comitê de Defesa da Revolução (membros locais do Partido Comunista que colaboram com oficiais do estado e agências de aplicação da lei) também fornece informações sobre atividades consideradas "contrarrevolucionárias". "Atos de repúdio" – manifestações lideradas por apoiadores do governo com a alegada participação de oficiais de segurança do estado – também são comuns e visam assediar e intimidar críticos do governo.Enquanto a comunicação com Cuba permanece prejudicada devido à interferência na Internet, o grupo Justicia J11, estabelecido após a repressão aos manifestantes em julho de 2021, relatou 26 detenções desde 30 de setembro, principalmente de jovens e artistas, 19 dos quais permaneceram detidos até 4 de outubro de 2022.
As autoridades cubanas criminalizaram quase todos os que participaram nos protestos de julho de 2021, incluindo algumas crianças, mas negaram veementemente quaisquer violações dos direitos humanos, atribuindo a culpa pela situação econômica quase exclusivamente ao embargo econômico dos EUA. Da mesma forma, em 2 de outubro de 2022, o presidente Díaz-Canel minimizou a natureza generalizada dos protestos mais recentes e sugeriu que uma minoria de "contrarrevolucionários" com conexões fora de Cuba realizou "atos de vandalismo, como bloqueio de estradas ou lançamento de pedras" e seriam tratados com a "força da lei".

## Prémios
- Angola
  - Ordem Agostinho Neto (2019).[13]
- Portugal
  - Grau de Grande-Colar da Ordem do Infante D. Henrique (2023)[14]
- Venezuela
  -  Ordem do Libertador, Primeira Classe (2018).[15]
- Vietname
  - Ordem de Ho Chi Minh (2018).[16]

### Citações
1. ↑  «Saiba quem é Miguel Díaz-Canel, provável herdeiro político de Cuba». G1. 25 de fevereiro de 2013. Consultado em 26 de fevereiro de 2013
2. 1 2 3 4 5 6 7 8  Yaffe 2020, p. 2.
3. 1 2 3 4  Damien Cave (24 de fevereiro de 2013). «Raúl Castro Says His Current Term as President of Cuba Will Be His Last». The New York Times
4. 1 2 3 4  Press, Associated (19 de abril de 2018). «Miguel Díaz-Canel: Cuba selects first non-Castro president since Fidel». The Guardian (em inglês). Consultado em 18 de janeiro de 2019
5. 1 2  «Ratificado Raúl como presidente del consejo de Estado». Cuba Debate. Consultado em 18 de janeiro de 2019
6. ↑  «Cuba's Raúl Castro hands over power to Miguel Díaz-Canel». BBC News. 19 de abril de 2018. Consultado em 18 de janeiro de 2019
7. ↑  «Cuba leadership: Díaz-Canel named Communist Party chief». BBC News. BBC. 19 de abril de 2021. Consultado em 19 de abril de 2021
8. ↑  «Cuba: the LGBT+ community marches to celebrate the adoption of same-sex marriage». West Observer (em inglês). 15 de maio de 2023
9. ↑  «Quién es Miguel Díaz-Canel, el sucesor de Fidel y Raúl Castro». 25 de fevereiro de 2013. Consultado em 18 de janeiro de 2019
10. ↑  «Califican de "totalmente espectacular" tesis doctoral del presidente cubano Miguel Díaz-Canel»
11. 1 2 3 4 5 6  «ONG denuncia 363 acciones represivas en Cuba en marzo – DW – 05/04/2023». dw.com (em espanhol). Consultado em 9 de fevereiro de 2024
12. 1 2 3 4 5  «Cuban authorities must not repeat repressive tactics». Amnesty International (em inglês). 5 de outubro de 2022. Consultado em 9 de fevereiro de 2024
13. ↑  «Cuba. Condecoran a Raúl Castro y Díaz-Canel con la orden Agostinho Neto» (em espanhol). Resúmen Latinoamericano. 2 de julho de 2019
14. ↑  «Entidades Estrangeiras Agraciadas com Ordens Portuguesas». Resultado da busca de "Miguel Mario Díaz-Canel Bermúdez". Presidência da República Portuguesa. Consultado em 28 de setembro de 2023
15. ↑  Cuban President Diaz Canel awarded Libertadores Order in Venezuela. Radio Artemisa. Published: Thursday, 31 May 2018 10:45
16. ↑  «Vietnam condecora a Miguel Díaz-Canel con la Orden de Ho Chi Minh» (em espanhol). Cuba Debate. 9 de novembro de 2018